# Pawan Chamling

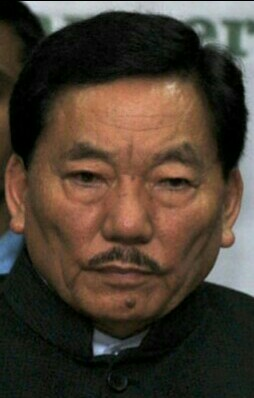
Pawan Chamling

Pawan Kumar Chamling (Nepali पवन कुमार चाम्लिङ; * 22. September 1950 in Yangang, Sikkim) ist ein indischer Politiker. Vom 12. Dezember 1994 bis zum 27. Mai 2019 amtierte er als Chief Minister des indischen Bundesstaats Sikkim und war bei seinem Ausscheiden mit 24 Jahren und 5 Monaten Amtszeit der am längsten regierende Chief Minister in Indien.

## Biografie
Pawan Chamling wurde im Jahr 1950 in Süd-Sikkim als Sohn von Ashbahadur und Asharani Chamling geboren. Zu dieser Zeit war Sikkim noch ein Königreich und indisches Protektorat. Chamlings Muttersprache ist Nepali und er ist Hindu. Er besuchte die Schule an seinem Heimatort und war danach zunächst als Landwirt tätig. Seine weitere Bildung erwarb er sich im Selbststudium. Er ist verheiratet und hat vier Töchter und vier Söhne.
Ab dem Jahr 1973 wurde Chamling politisch aktiv, als es in Sikkim zu großen politischen Umwälzungen kam, die letztlich in die Abschaffung der Monarchie und den Anschluss an Indien im Jahr 1975 mündeten. Chamling war zunächst in der Regionalpartei Sikkim Prajatantra Congress („Demokratischer Kongress von Sikkim“) aktiv, deren Parteiführer er von 1978 bis 1984 war. 1984 wechselte er zur Sikkim Sangram Parishad (SSP) und wurde 1985 und 1989 jeweils als Abgeordneter des SSP im Wahlkreis 13-Damthang in das 32 Abgeordnete zählende Parlament von Sikkim gewählt. Von 1989 bis 1992 amtierte er als Minister für Industrie, Information und Öffentlichkeitsarbeit in der Regierung von Sikkim. 1992 kam es zum Konflikt mit der als autokratisch und undemokratisch empfundenen SSP-Führungsriege. Chamling trat aus der Regierung und der SSP aus und gründete am 4. März 1993 eine eigene Partei, die Sikkim Democratic Front (SDF), deren Parteipräsident er seitdem ist.
Die Parlamentswahl 1994 in Sikkim wurde von der SDF gewonnen und Pawan Chamling wurde am 12. Dezember 1994 als neuer Chief Minister vereidigt. Die folgenden Wahlen zum Parlament von Sikkim in den Jahren 1999, 2004, 2009 und 2014 gewann die SDF ebenfalls, jeweils mit deutlicher Mehrheit, und Chamling wurde im Amt als Chief Minister immer wieder bestätigt. Er gilt als relativ populärer und erfolgreicher Chief Minister. Unter den Bundesstaaten in Nordostindien ist Sikkim der mit Abstand innenpolitisch friedlichste. In den Jahren 2004 bis 2012 erreichte Sikkim ein durchschnittliches jährliches Wirtschaftswachstum von 12,6 %. Einen besonderen Akzent legte Chamling als Regierungschef seit einigen Jahren auf die Umweltpolitik und eine nachhaltige Entwicklung. Am 27. Februar 2006 startete die Regierung von Sikkim eine Initiative State Green Mission, mit der die Wiederaufforstung, Begrünung und Rekultivierung von Ödland gefördert werden sollte. 2003 fasste die Regierung den Beschluss, die Landwirtschaft ganz auf ökologischen Landbau umzustellen. Ende 2015 wurde das Erreichen dieses Ziels bekanntgegeben und Sikkim zum Organic State erklärt.
Am 29. April 2018 übernahm er den Rekord des längstregierenden Chief Ministers eines indischen Bundesstaates von Jyoti Basu.
Neben seinen politischen Aktivitäten ist Chamling auch als Schriftsteller in nepalesischer Sprache aktiv geworden. Er veröffentlichte mehrere Gedichtbände und politische Schriften und war zeitweilig Herausgeber eines literarischen Magazins. Seine Werke wurden zum Teil auch ins Englische und in Hindi übersetzt. Er erhielt mehrere Auszeichnungen für seine literarischen und politischen Aktivitäten, unter anderem den Bharat Shiromani-Preis 1997 für die nationale Integration und Demokratisierung des Staates Sikkim.
Die Parlamentswahl in Indien 2019 sowie die zeitgleich am 11. April 2019 stattfindende Parlamentswahl in Sikkim ging für die SDF verloren. Sie gewann 15 der 32 Wahlkreise, während die oppositionelle Sikkim Krantikari Morcha auf 17 Wahlkreismandate kam. Damit ging die Amtszeit von Pawan Chamling am 27. Mai 2019 zu Ende. Insgesamt hatte er 24 Jahre, 5 Monate und 15 Tage das Amt des Chief Ministers von Sikkim bekleidet.